# Low Toynton
Low Toynton is een civil parish in het bestuurlijke gebied East Lindsey, in het Engelse graafschap Lincolnshire. In 2001 telde het dorp 30 inwoners.
De aan Petrus gewijde parochiekerk dateert uit 1811, waarbij delen van een uit de twaalfde eeuw stammende kerk werden verwerkt. Zij staat op de Britse monumentenlijst.